# 林洞海

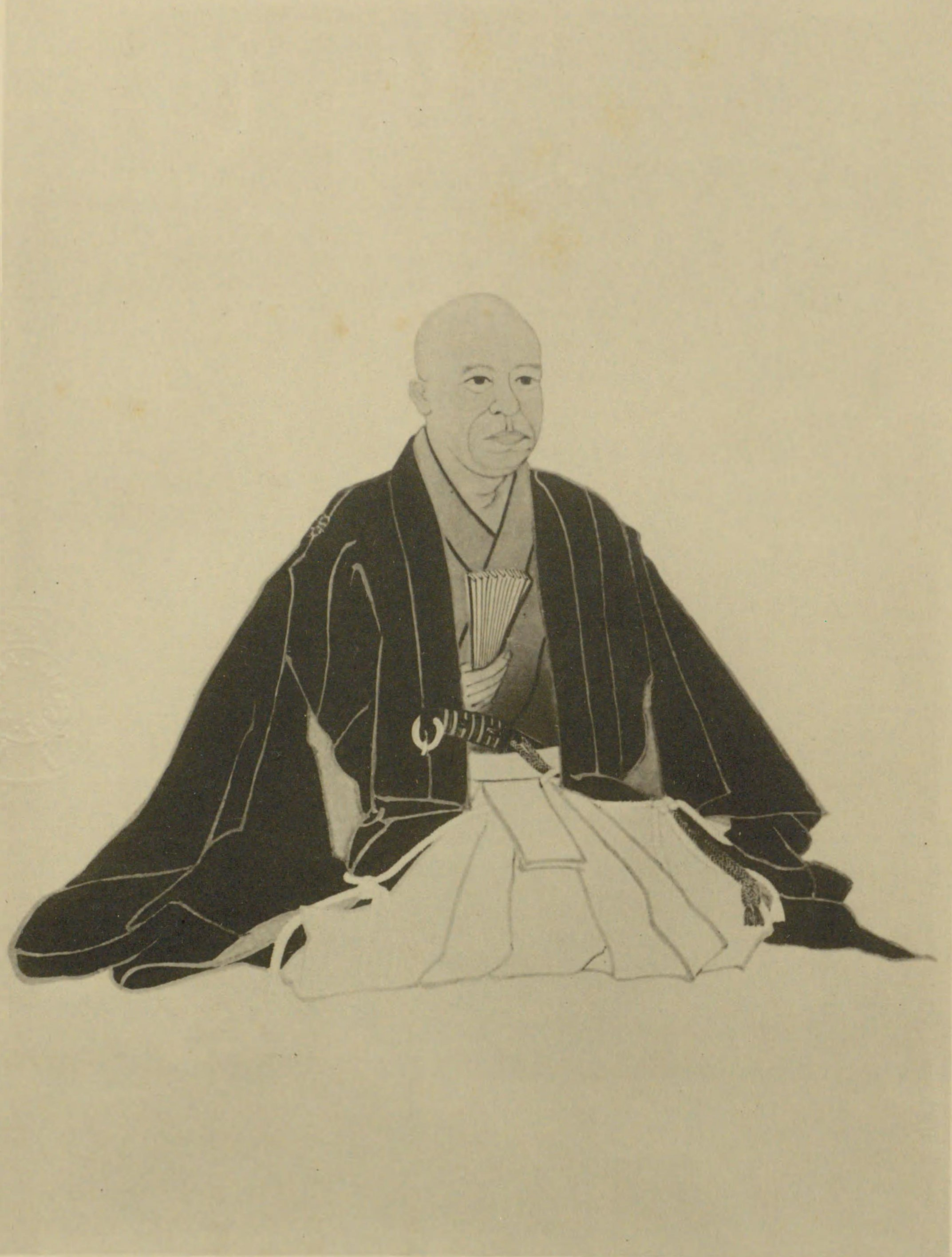
藤浪剛一『医家先哲肖像集』より林洞海

林 洞海（はやし どうかい、文化10年3月3日（1813年4月3日） - 明治28年（1895年）2月2日）は、日本の武士・蘭方医。幕府奥医師。名は彊。

## 経歴
文化10年（1813年）、豊前国小倉藩士、林祖兵衛の三男として生まれる。20歳のころ江戸に出て、蘭医足立長雋の塾を通じて佐藤泰然と知り合い、泰然とともに長崎でオランダ医学を学ぶ。江戸に戻り、泰然が開いた和田塾（のちの順天堂大学）を助ける傍ら、オランダ人医師ファン・デル・ワートルの「薬性論」の翻訳を手掛け、それで得た資金で天保11年（1840年）から3年間再び長崎に留学し、その後泰然の娘と結婚して和田塾を引き継ぐ。安政5年（1858年）、大槻俊斎・伊東玄朴らと図り、お玉が池種痘所設立。
万延元年（1860年）9月13日、小倉藩医より幕府医師に登用され、奥詰医師となる。同日、二の丸製薬所掛。将軍徳川家定の急病に際し、幕府医師に登用されたとするのは日時の誤りである。文久元年（1861年）8月28日、奥医師に進み、同年12月16日、法眼に叙せらる。明治2年（1869年）2月、駿府藩立駿府病院開設に伴い病院頭（院長）。同年6月、駿府藩立駿府病院は静岡藩立静岡病院に改称。
明治以降は大阪医学校（大阪大学医学部の前身）校長などを勤めた。明治28年（1895年）没。本郷吉祥寺に葬る。

## 親族
- 妻　つる（佐藤泰然の長女）
- 長男　研海（陸軍軍医総監）
- 長女　多津（榎本武揚に嫁す）
- 次女　貞（赤松則良に嫁す。森鷗外の最初の妻・赤松登志子の母）
- 六男　紳六郎（西周の養子。海軍中将、貴族院議員、宮中顧問官）
- 子息　武（何礼之の養子）
- 娘　佐用（図師民喜に嫁す）
- 養子　董（佐藤泰然の五男、妻・つるの弟。政治家・外交官。岩崎忠雄の祖父）